# Protohydra psamathae
Protohydra psamathae är en nässeldjursart som beskrevs av Omer-Cooper 1964. Protohydra psamathae ingår i släktet Protohydra och familjen Protohydridae. Inga underarter finns listade i Catalogue of Life.